# Folie douce (téléfilm, 2009)
Pour les articles homonymes, voir Folie douce.
Folie douce est un téléfilm franco-belge réalisé par Josée Dayan en 2009 et diffusé le 15 décembre 2009 sur La Une.

## Synopsis
Juliette Monceau (Muriel Robin), mère surexploitée par sa famille, décide un jour de simuler une perte de mémoire pour qu'enfin sa famille s'occupe d'elle. Mais lorsqu'elle décide de tout avouer à sa famille, elle apprend que son mari (Jacques Weber) possède une maîtresse qui est leur voisine. C'est ainsi le début d'une guerre dans la maison.

## Fiche technique
- Réalisateur : Josée Dayan
- Scénario : Nicolas Bedos
- Photographie : Myriam Vinocour
- Musique : Catherine Lara
- Décors : Philip L'Eveque
- Costumes : Pierre-Yves Gayraud
- Dates de diffusion :
  - 15 décembre 2009 sur La Une
  - 8 mars 2010 sur TF1
- Durée : 90 minutes.
- Pays de production :  France et  Belgique

## Distribution
- Muriel Robin : Juliette Monceau
- Jacques Weber : Claude Monceau
- Louison Bergman : Chloé Monceau
- Pierre Niney : Arnaud Monceau
- Marianne Denicourt : Françoise
- Patrick Bouchitey : Monsieur Benashra
- Nathalie Cerda
- Olivier Claverie : Le docteur Krantz
- Jacques Collard : Le vieux de la piscine
- Gina Djemba : Laura
- Roger Dumas : Le père de Juliette
- Rosine Favey : Geneviève
- Anne-Sophie Franck : Lisa
- Yann Abram : Le vendeur de bateaux
- Annie Grégorio : L'infirmière de la clinique psychiatrique
- Thierry Jennaud : L'autre voisin
- Philippe Magnan : Jean-Pierre Millon
- Bruno Paviot : Psychiatre Villeret
- Alexie Ribes : Marie
- Stanislas Roquette : Le flûtiste
- Christiane Rorato : La directrice de la maison de retraite
- Dominique Marcas : La vieille dame
- Thérèse Roussel : Simone
- Jacques Spiesser : Sam
- Romain Roumiguière : Le jeune tennisman